# Tarqeq (Mond)
Tarqeq (auch Saturn LII) ist einer der kleineren äußeren Monde des Planeten Saturn.

## Entdeckung
Die Entdeckung von Tarqeq durch Scott S. Sheppard, David C. Jewitt, Jan Kleyna und Brian G. Marsden auf Aufnahmen vom 5. Januar 2006 bis zum 22. März 2007 wurde am 13. April 2007 bekannt gegeben. 

Tarqeq erhielt zunächst die vorläufige Bezeichnung S/2007 S 1. 

Benannt wurde der Mond nach Tarqeq, dem Mondgeist aus der Mythologie der Inuit.

## Bahndaten
Tarqeq umkreist Saturn auf einer exzentrischen Bahn in einem mittleren Abstand von 17.910.600 km in rund 894 Tagen und 22 Stunden. 
 Die Bahnexzentrizität beträgt 0,108, wobei die Bahn mit 49,904° gegen die Ekliptik geneigt ist.

Tarqeq gehört zur Inuit-Gruppe der Saturnmonde.

## Aufbau und physikalische Daten
Tarqeq besitzt einen Durchmesser von etwa 7 km. Für eine Umdrehung um die eigene Achse benötigt dieser Mond mehr als drei Tage. Das ist die längste von der Raumsonde Cassini gemessene Rotationsperiode für einen irregulären Saturnmond.